# Geistliches Verdienstkreuz

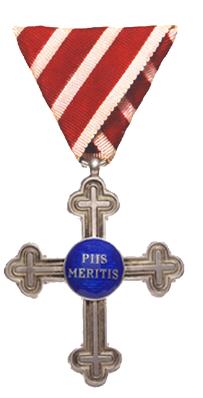
Silbernes Geistliches Verdienstkreuz

Das Geistliche Verdienstkreuz wurde am 23. November 1801 durch Kaiser Franz II. in seiner Funktion als österreichischer Monarch gestiftet und war zur Auszeichnung von Feldgeistlichen vorgesehen, die sich durch ganz vorzüglich strenge und mit Gefahr verbundene Pflichterfüllung in der Militär-Seelsorge auf dem Schlachtfelde, oder sonst in Friedenszeiten hervorgetan hatten.

## Aussehen

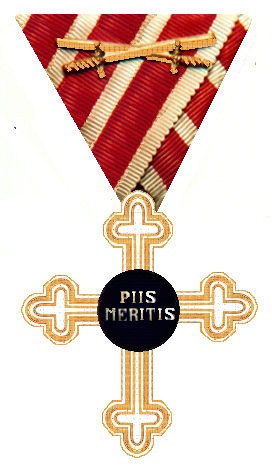
Geistliches Verdienstkreuz I. Klasse mit Schwertern

Das Verdienstkreuz wurde in Gold (I. Klasse) und in Silber (II. Klasse) verliehen. Ab 13. Dezember 1916 konnte die Auszeichnung für tapferes und erfolgreiches Verhalten vor dem Feind auch mit Schwertern auf dem Band verliehen werden.
Es besteht aus einem Brabanter Kreuz mit einem beidseitig blau emaillierten Medaillon, in dessen Mitte die zweizeilige Inschrift PIIS MERITIS (Den frommen Verdiensten) zu lesen ist. Ab 1859 erhielt das Goldene Verdienstkreuz ein weiß emailliertes Medaillon.

## Trageweise

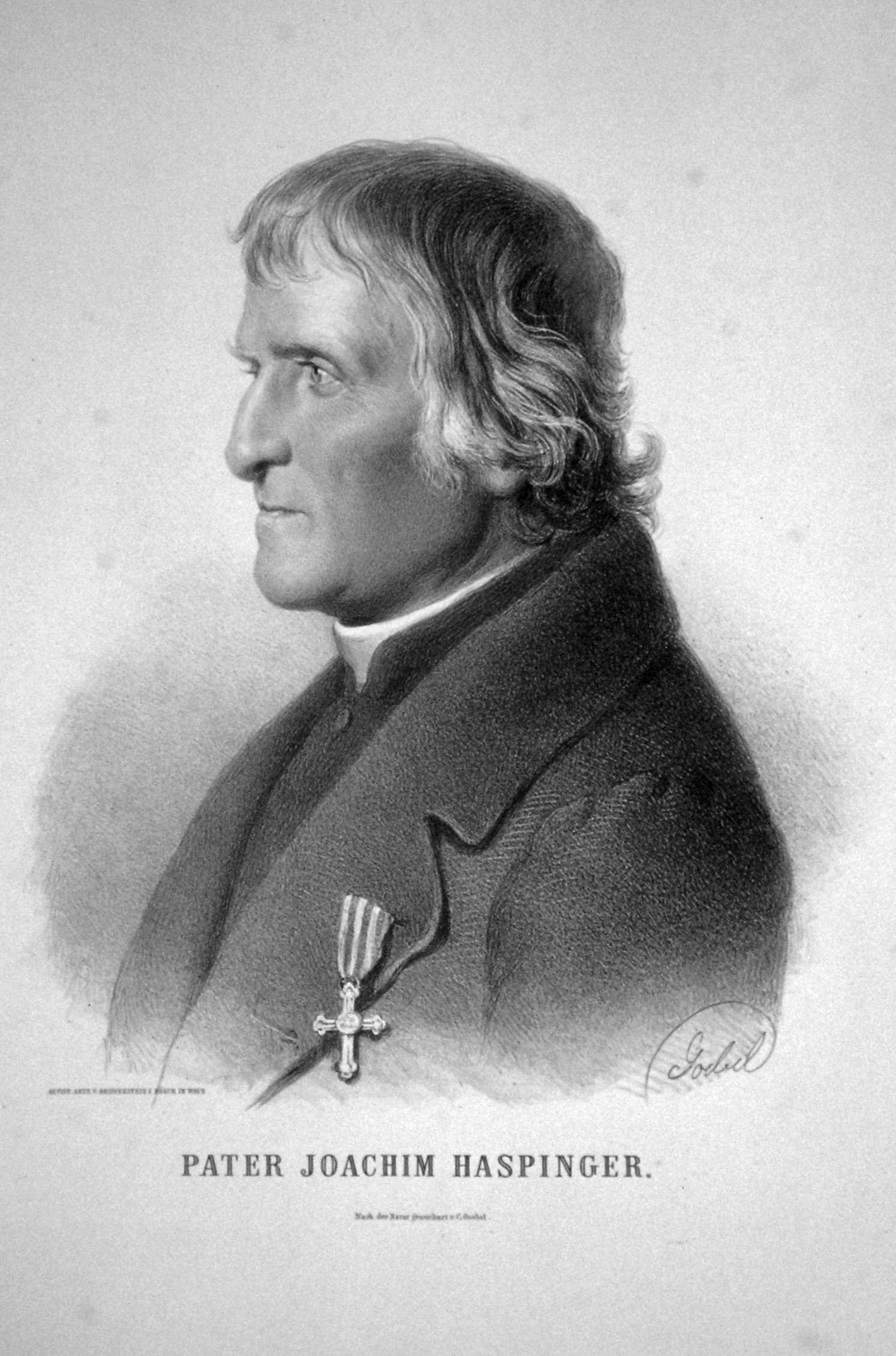
Joachim Haspinger mit dem Goldenen Verdienstkreuz auf der linken Brustseite

Die Auszeichnung wurde an einem rot-weiß gestreiften Dreiecksband auf der linken Brustseite getragen. Durch Statutenänderung am 9. Mai 1911 erhielt die Auszeichnung für Verdienste im Frieden ein weißes Band.